# Trachelas quadridens
Trachelas quadridens är en spindelart som beskrevs av Kraus 1955. Trachelas quadridens ingår i släktet Trachelas och familjen flinkspindlar. Inga underarter finns listade i Catalogue of Life.